# Nanto, Toyama
Nanto (japanska: 南砺市  ?, Nanto-shi) är en stad i Toyama prefektur i Japan. Staden bildades 2004 genom en sammanslagning av åtta kommuner. 